# Магнитная аномалия

Спутниковые измерения радиального магнитного поля на Марсе.

Изогоны Земли с 1590 по 1990 гг.

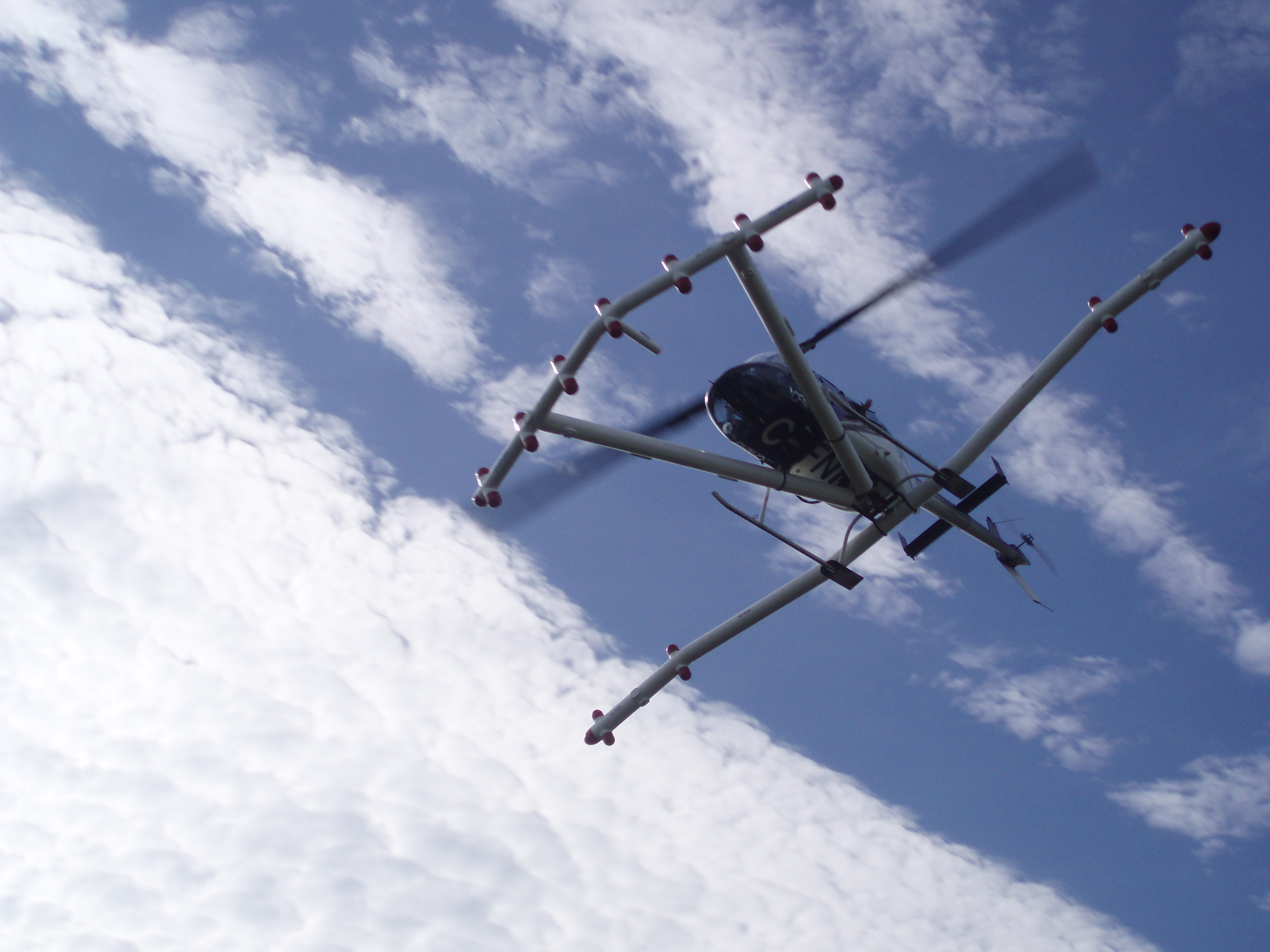
Этот вертолёт оснащён магнитометрической решёткой.

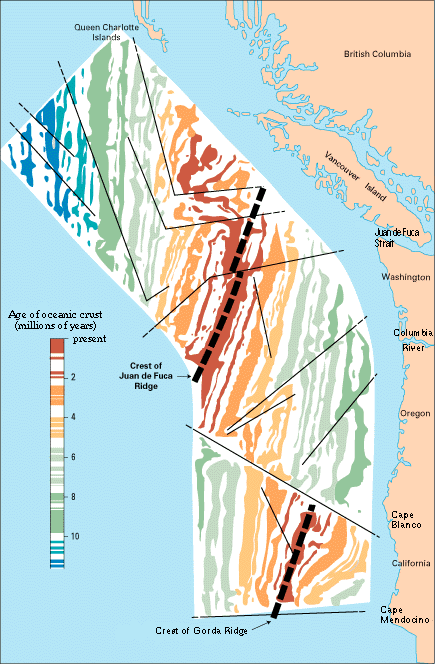
Магнитные аномалии вокруг Хуан-де-Фуки и Горда-Риджес, у западного побережья Северной Америки, с цветовой кодировкой по возрасту.

Магнитные аномалии — области на поверхности небесного тела, в которых величина или направление вектора магнитного поля существенно отличается от значений в соседних областях. Аномалия может быть положительной (когда вертикальная составляющая напряжённости магнитного поля совпадает по направленности с таковой у нормального поля) и отрицательной (в противоположном случае). Знак магнитной аномалии зависит от вещественного состава создающих её горных пород.

## Земля
Магнитные аномалии на Земле, в зависимости от размера территории с аномальными значениями магнитного поля, делятся на континентальные, региональные и локальные.
- Континентальные (материковые) — площадь 10-100 тысяч км², поле аномалий дипольное, то есть близко к конфигурации к главному геомагнитному полю. Связаны с особенностями потоков в ядре Земли, генерирующих её магнитное поле.
- Региональные — 1-10 тысяч км², связаны с особенностями строения земной коры — в первую очередь её кристаллического фундамента или её историей (полосовые магнитные аномалии молодой океанической коры). Поле аномалий сложное, характеризующееся суперпозицией поля намагниченности пород аномалии и дипольного главного геомагнитного поля.
- Местные (локальные) — сотни м² — сотни км², связаны со строением верхних частей коры (в частности, залежами железосодержащих пород) или особенностями намагниченности поверхностных пород (локальные аномалии астроблем, намагниченность вследствие удара молнии).

При картировании магнитных аномалий и данных магниторазведки используют изолинии, отображающие различные параметры магнитного поля: изогоны (линии равного склонения), изоклины (линии равного наклонения), изодинамы (линии равной напряжённости магнитного поля или одной из его компонент). При этом в качестве контура субизометричных аномалий может использоваться характеристическая изолиния.